# Archana Soreng
Archana Soreng (Sundergarh, 1996) è un'attivista indiana per l'ambiente e contro il cambiamento climatico.
Promuove la documentazione, conservazione e promozione delle conoscenze e delle pratiche tradizionali delle comunità indigene.
È stata selezionata come uno dei sette membri del Youth Advisory Group on Climate Change istituito dal Segretario generale delle Nazioni Unite come parte della Strategia delle Nazioni Unite per i giovani.

## Biografia
Figlia di Bijay Kumar Soreng (padre) e Usha Kerketta (madre), Soregn proviene dalla tribù Khadia ed è cresciuta nel villaggio Bihabandh a Rajgangpur, nel distretto di Sundargarh di Orissa. Iniziò il suo impegno come attivista dopo la morte del padre, è attiva nel Movimento giovanile cattolico indiano.
Ha ottenuto il suo bachelor's degree presso il Patna Women's College e il master's degree in Governance regolamentare presso il Tata Institute of Social Sciences (TISS), dove è anche stata eletta presidente del sindacato studentesco.
È stata a capo della commissione tribale anche nota come Adivasi Yuva Chetna Manch, una delle aree di rilancio della All India Catholic University Federation (AICUF). Attualmente lavora aBhubaneswar come ricercatrice presso Vasundhara Odisha: un'organizzazione di ricerca e supporto alle politiche sulla governance delle risorse naturali, sui diritti tribali e sulla giustizia climatica.